# Lijst van afleveringen van Mafiosa
Dit is de officiële lijst van afleveringen van de Franse drama, misdaadserie Mafiosa. De serie begon in 2006.
Er zijn acht afleveringen per seizoen. In Frankrijk worden er iedere uitzending twee afleveringen achter elkaar uitgezonden.

## Overzicht

### Seizoenen
| Seizoen | Aantal afleveringen | Uitgezonden                         | Verschijningsdatum dvd/blu-ray |  |
| ------- | ------------------- | ----------------------------------- | ------------------------------ |  |
| 1       | 8                   | 12 december 2006 – 2 januari 2007   | februari 2012 (3 disks)        |  |
| 2       | 8                   | 17 november 2008 – 8 december 2008  | november 2012 (3 disks)        |  |
| 3       | 8                   | 22 november 2010 – 13 december 2010 | maart 2013 (3 disks)           |  |
| 4       | 8                   | 19 maart 2012 – 9 april 2012        | september 2013 (3 disks)       |  |

## Afleveringen
Hier volgt een korte beschrijving waar de aflevering over gaat.

### Seizoen I(2006-2007)
1. – Na een heftige jachtpartij midden in de Corsicaanse natuur wordt François, hoofd van de beroemde Paoli-clan en oom van Sandra en Jean-Michel Paoli, geliquideerd in de jachthaven van Bastia.
2. – Sandra neemt haar intrek in de villa die François haar heeft nagelaten, zo heeft hij ook zijn 'imperium' aan haar toevertrouwd. Sandra wil alleen zijn en weigert de bodyguards die Jean-Michel heeft ingehuurd.
3. – Charly Scaglia, een oude bekende van de gehele familie Paoli, waarschuwt Sandra ervoor dat hij haar wél zonder problemen en enig pardon zal laten vermoorden als zij, zijn zaken niet goed genoeg behartigen zal.
4. – In een appartementsgebouw dat eigendom is van Sandra Paoli, komen bij een grote explosie zes mensen om het leven, en vallen meerdere gewonden. Ze houden Sandra aansprakelijk voor dit tragische incident.
5. – Een commando-eenheid doet een gewelddadige inval in de illegale destilleerderij die op dat moment in het bezit is van de Paoli-clan, maar vooral van Sandra Paoli. Er vallen dan ook bij deze brute inval meerdere doden en gewonden.
6. – Sandra en schoonzus Marie-luce wonen samen een bokswedstrijd bij. Tot hun schrik gaat hun favoriet Tino al in de vierde ronde tegen het canvas, hij is dan ook een tijdje buiten bewustzijn.
7. – Op de Middellandse Zee onderschept de Franse douane een oud vrachtschip. Aan boord wordt een lading illegale wapens gevonden, dit strafbaar feit schijnt een connectie naar Jean-Michel te leggen.
8. – Andreani bekent aan Sandra uiteindelijk dat hij al enige tijd tot over zijn oren verliefd op haar is. Sandra heeft daarentegen wel een idee hoe hij haar zijn liefde kan gaan bewijzen...

### Seizoen II(2008)
1. – In de gevangenis hoort Jean-Michel Paoli dat zijn zus Sandra, allang wist dat hij gearresteerd zou gaan worden, maar er niets tegen heeft gedaan. De familie Paoli lijkt daardoor uiteen te gaan vallen.
2. – Sandra is vastbesloten de macht over de familie Paoli weer in handen te krijgen. Ze kan daarbij ook rekenen op de onvoorwaardelijke steun van haar metgezel Andreani, die een oogje heeft op Sandra en daardoor veel voor haar overheeft.
3. – Sandra is ervan overtuigd geraakt dat ze haar broer nooit uit de gevangenis zal krijgen, en besluit daarom zichzelf aan te geven bij de politie. Maar dan wel op één voorwaarde...
4. – Sandra geeft Andreani, inmiddels haar hartstochtelijke minnaar, opdracht Larcher te laten verdwijnen. Kort daarna doet Coco Casanova haar een verleidelijk aanbod, dat Sandra niet kan weigeren.
5. – De mannen van de clan Paoli zien zich gedwongen te kiezen tussen de broer en zus, Jean-Michel en Sandra. Maar Sandra ziet het 'familiebedrijf' als een erfstuk waar ze recht op heeft.
6. – Sandra zorgt ervoor dat Jean-Michel er niet lang plezier aan beleeft dat hij haar gokkasten heeft ingepikt. Ze laat de meest recente exemplaren onherstelbaar vernietigen.
7. – Sandra beëindigt haar samenwerking met Patrick ben Mussa nadat deze een gevaarlijke deal met de Kroaten had opgezet. Andreani maakt korte metten met beide mannen, voor zijn geliefde, Sandra Paoli.
8. – Coco probeert Sandra ertoe te bewegen een compromis te sluiten met haar broer, de bijna laatst overgebleven bloedverwantschap, maar zij wil daar niets van weten. Dan doet ineens Patrick ben Mussa een dodelijke onthulling ...

### Seizoen III(2010)
1. – Sandra Paoli komt in conflict met de burgemeester van Capu Biancu, die zich verzet tegen haar bouwplannen. Intussen vecht haar broer Jean-Michel in het ziekenhuis tegen zijn dood.
2. – Sandra houdt de burgemeester onder druk. Met succes: ze krijgt haar bouwvergunning uiteindelijk. De nationalist Grimaldi is woest en verklaart haar de oorlog. Jean-Michel ontwaakt uit zijn Coma.
3. – Nachtclub Le Ballagio blijkt even later weer in handen van Jean-Michel te zijn. Tony en Manu beramen een bomaanslag op de zaak. Intussen probeert Sandra met Grimali te onderhandelen.
4. – Terwijl Jean-Michel en zijn bende op hun beurt een brutale overval plegen, probeert Grimaldi zo veel mogelijk nationalisten te manipuleren en aan zijn kant te krijgen, dan wel tegen Sandra Paoli.
5. – Moktar probeert een einde te maken aan de romance tussen zijn neef Nadér en Sandra. De nationalisten geven een persconferentie waarin ze zich dan officieel tegen Sandra Paoli keren.
6. – Tot afschuw van Jean-Michel loopt het conflict tussen zijn bende en de mannen van Sandra steeds hoger op. Intussen probeert Grimaldi, Tony zover te krijgen dat hij Sandra verraadt.
7. – Eindelijk verzamelt Nadér al zijn moed en bekent hij zijn geliefde Sandra dat hij haar destijds aan de politie heeft verraden. Sandra is des duivels en wil dan ook niets meer met hem te maken hebben.
8. – Na de dood van Grimaldi is Paul Bonafedi de nieuwe leider van de Nationalistische Volks Beweging. Hij weet alle splintergroeperingen bij elkaar te brengen met een duidelijke boodschap: Sandra moet dood.

### Seizoen IV(2012)
Het gehele vierde seizoen is vanaf medio september 2013 te koop in Nederland, op dvd. Dit seizoen werd in maart 2012 uitgezonden op de Franse televisiezender Canal+. Het bevat eveneens als de vorige drie seizoenen acht afleveringen van gemiddeld 52 minuten.